# Florian Scheffler
Florian Scheffler (* 22. März 1972) ist ein deutscher Musiker.

## Werdegang
In zwei Schülerbands spielte Scheffler Gitarre und sang. Nach dem Abitur 1992 in Großburgwedel wurde Scheffler Trompeter und Sänger der Hannoveraner Funk-Band be. Als Multiinstrumentalist lebt und arbeitet er in Berlin, wo er neben seiner Tätigkeit als Social Media Manager ein Studio betreibt und an verschiedenen Musik-Projekten wie HOT°, Transit Elektro u. a. beteiligt ist. Unter dem Namen DDIY erschien 2013 sein erstes Soloalbum, Soul. Electrified. (featuring Lili Sommerfeld). Zwei weitere Alben folgten als DDIY. 
Derzeit tritt er mit der Indie-Jazz-Band Ask Gonzalo auf, in der er Bass spielt.

## Projekte und Schaffen
Als freischaffender Musiker arbeitete er zusammen mit Künstlern wie Mousse T, Herr Nilsson, Virginia Jetzt!, Manfred Maurenbrecher oder Jens Friebe.
Nach über 40 Jahren Trompetenspiels gab Scheffler das Instrument auf, da seine Ansatzproblematik unbefriedigend war und keine Diagnose erstellt werden konnte.

## Diskographie (Auszug)
- 1996: be – Bold (EMI)
- 1998: Randy Crawford / Mousse T. – Streetlife (Peppermint Jam), Trompete
- 1999: be – Orange (EMI)
- 2009: DDIY präs. Junior Jero – Psycho Schizo
- 2010: HOT° – Black Death Poison Kill
- 2013: DDIY feat. Lili Sommerfeld – Soul. Electrified.(Kopf Records/ROOF Music)
- 2015: Transit Elektro – airport
- 2015: HOT° – Sie kommen in Wellen
- 2018: HOT° – Lieder mit Liebe
- 2019: YY – GREATEST HITS (SO FAR)
- 2020: DDIY – Weiterer (The Corona-EP)
- 2021: DDIY – REMIXES X DDIY
- 2023: ASK GONZALO – Ask Gonzalo
- 2024: ASK GONZALO – Ask Gonzalo Remixed

## Trivia
Durch die Kontakteinschränkungen während der Coronapandemie inspiriert, veröffentlichte Scheffler eine Coverversion des Liedes Abstand von Heinz-Rudolf Kunze.